# Zjazd Deputowanych Ludowych ZSRR
Zjazd Deputowanych Ludowych ZSRR (ros. Съезд народных депутатов СССР) – w latach 1989–1991 organ ustawodawczy w Związku Radzieckim. Jego deputowani wybierali najwyższy organ ustawodawczy państwa – Radę Najwyższą, która sprawowała władzę ustawodawczą w czasie przerw między jego sesjami.

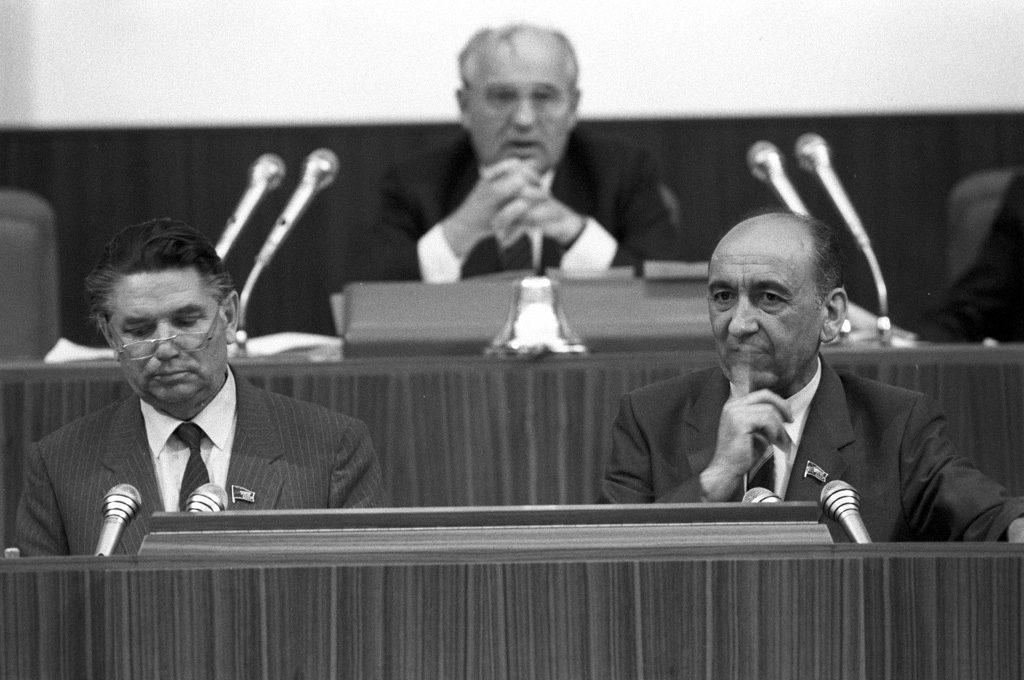
Przewodniczący Prezydium Rady Najwyższej Michaił Gorbaczow, Aleksandr Suchariew i Telman Gdlan na I Zjeździe Deputowanych Ludowych ZSRR

W ZDL zasiadało 2250 deputowanych. 1500 deputowanych wybrano w wyborach powszechnych, w których mogli głosować wszyscy obywatele Związku Radzieckiego, którzy ukończyli 18 lat. Wybory odbywały się w okręgach terytorialnych, z równomiernym rozkładem liczby wyborców.
750 deputowanych wybierano w wyborach z list proporcjonalnych, w których głosy oddawane były na listy kandydatów poszczególnych organizacji społecznych. Lista, która otrzymała największą liczbę głosów, otrzymywała najwięcej mandatów.
Listy kandydatów do Zjazdu Deputowanych Ludowych ZSRR zgłaszały m.in.:
- partie polityczne,
- związki zawodowe,
- organizacje kombatanckie,
- organizacje naukowe,
- organizacje młodzieżowe (Kosmomoł),
- organizacje twórcze (kołchozy, spółdzielnie),

KPZR miała na listach pretendentów do ZDL zagwarantowane 100 miejsc.

## Krytyka
Powołanie do życia Zjazdu Deputowanych Ludowych przez niektórych jest uznawane za przejaw demokratyzacji w Związku Radzieckim. W niektórych środowiskach popularnonaukowych uważa się, że powołany organ ustawodawczy był mechanizmem przekazania władzy z rąk rządzącej partii w ręce „zdrajców narodowych” i było umyślnym działaniem Michaiła Gorbaczowa.